# Aura Hiemis
Aura Hiemis es una banda chilena de funeral death/doom, que mezcla la potencia y sonoridad, con letras románticas, dando como resultado, casi un nuevo estilo. Entre sus éxitos destacan De Tenebris, Penta Imperum y Maeror Hiemis Nigra.

## Historia
Aura Hiemis comenzó su trabajo oficial en el año 2001 bajo el nombre de Mor Amarth, con la participación de Lady Morwen en la voz femenina y Señor Herumor V en voz y guitarras, quien ya había participado en otras bandas a partir del año 1997. 
Después de un par de meses, por diferencias personales, Lady Morwen dejó el grupo. En el 2002, Herumor mantuvo la creación de canciones para un proyecto alternativo llamado Luxuria, pero nunca se concretó en la práctica. Con el apoyo de Morgalad (Masaya), Herumor intentó formar su banda con dos músicos en batería y voces femeninas, pero las diferencias musicales fueron más fuertes que la necesidad de formar una banda. 
En el 2003, Herumor dedicó su tiempo a Masaya, pero mantuvo la creación de la música por su propia cuenta. En el año 2004, decidió, para hacer su música, un proyecto solitario y que finalmente llamó Aura Hiemis. Con el soporte de Morgalad y Luis Soto de Masaya, Herumor comenzó a trabajar en la preproducción de su primer disco. Aunque trabajaba solo en esto, se integró Lady Mothwen a cantar, pero al principio del año 2005 se fue por problemas personales. En el verano de 2005, Herumor grabó su propio álbum, con el apoyo de sus amigos de Masaya, Hazallet y Victor, Terra Umbrarum - Ruina y miseria, con 18 canciones que finalmente fue puesto a la venta el 5 de diciembre de 2006 con 55 ejemplares de edición limitada enumerados a mano. 
En junio de 2006, Aura Hiemis participó en la primera recopilación chilena de bandas de metal del foro Dark Metal (www.darkforummetal.cl) con bandas como Nucleares, Sarkuz y Poema Arcanus y su invitación para la segunda recopilación en diciembre del mismo año donde fue incluida su canción De tenebris pero con Aina Laer como voz femenina. 
En el 2007, relanzó su primer disco, en formato de lujo, en caja de DVD con dos discos multimedia, que incluyeron, además de las canciones, videoclips, MP3 y fotos, además de poleras hechas a pedido por los fanes. 
En el año 2008 se lanza de forma independiente While The Rest Of The World Sleep..., en el cual cuenta con el apoyo en teclados y bajo además de algunos coros de Juan Escobar (Ex Mar De Grises, actualmente en Astor Voltaires).
En el 2010 relanzó su segundo disco (While The Rest Of The World Sleep...), bajo el sello ruso Endless Winter, en una edición especial con un nuevo tracklist con dos bonus tracks adicionales. Además la banda declara estar preparando material para su tercer disco de estudio, el cual será lanzado por el mismo sello.
El año 2011  se lanza vía Endless Winter el split (con las bandas Ego Depths y Sculptor) Synthèse Collectif - The Dark Whormholes. Aura Hiemis colabora en este split con el tema "Visceral Lamments", contando con la participación en la canción de Celso Garcés (Timecode), Matías Ibáñez (Endimion) y Eduardo GJ.
En el año 2013 finalmente sale el material llamado "FiVe" bajo Endless Winter el cual cuenta con 5 canciones de sus trabajos anteriores los cuales se re graban con mejor calidad de sonido y nuevos arreglos y del cual se extrae un videoclip del tema "Penta Imperium". Este mismo año Aura Hiemis pasa a ser una banda como tal, destacando el ingreso de Nicole León en teclados, , Eduardo "GJ" Guajardo (anteriormente ya había colaborado con Aura Hiemis en distintas formas grabando voces, arreglos y producción) en Bajo y coros y Cristian Gutiérrez(Ovroboros) en batería.
EL 2015 la banda sufre una nueva modificación, Eduardo GJ pasa a tocar la guitarra líder en la banda y se une en el bajo Rodrigo Plaza (Ex Anima Inmortalis, actualmente en N.O.T.S.)
En estos días la banda sigue trabajando en su próximo disco.

## Discografía
- 2005 - Terra Umbrarum
- 2007 - Terra Umbrarum (versión de lujo, con contenido multimedia)
- 2008 - While The Rest Of The World Sleep...
- 2010 - While The Rest Of The World Sleep... (remasterizado + bonus)
- 2013 - FiVe

## Integrantes
- Herumor V: vocalista y guitarra.
- Eduardo "GJ" Guajardo: guitarra líder.
- Nicole León: teclados y coros
- Cristián Gutiérrez: batería
- Rodrigo Plaza: Bajo

## Colaboradores
- Juan Escobar (Ex Mar de Grises), bajo y teclados en el disco While The Rest Of The World Sleep....

## Enlaces
- http://www.aurahiemis.tk Sitio oficial de Aura Hiemis.

- https://www.facebook.com/AuraHiemis Facebook oficial de Aura Hiemis

- Datos: Q8209260